# STAND THE PRESSURE
『STAND THE PRESSURE』（スタンド・ザ・プレッシャー）は、COBRAのアルバム。

## 内容
メジャー・デビュー以前のインディーズ時代にリリースされたオリジナル・アルバム。再発時は当時の所属事務所だったパブリック・イメージの計らいからポニーキャニオンよりリリースされ、オリコンチャートが100位以内にランクインされた。

## 批評
CDジャーナルは「ハード・コアを昇華させたOiパンクは確実に少年たちのハートを直撃していた。「REAL HEAD」の疾走感は、今聴いても血が吹き出す激情さあり」と評した。

## 収録曲
全曲　作詞・作曲：YOSU-KO　編曲：COBRA
1. LIFE WAR
2. NEVER GIVE UP
3. ANIMAL ATTACK
4. YOUTH HAMMER
5. LOVE & WORKS
6. REAL HEAD
7. WONDERFUL PLACE
8. SO WHAT
9. CRISIS
10. Oi TONIGHT
11. WON'T SAY TELL THE TRUTH
12. STAND THE SRESSURE
13. DOING ALL RIGHT
14. EVERYBODY MISSED UP